# 群馬県名誉県民
群馬県名誉県民（ぐんまけんめいよけんみん）は、群馬県が功労ある県民を顕彰するために贈呈する栄誉称号。
他県では、県名と名誉県民号を切り離しているところもあるが、群馬県の名誉県民は「群馬県名誉県民」という固有名詞となっている。

## 概要
群馬県名誉県民の称号は、群馬県が1987年（昭和62年）に制定した群馬県名誉県民条例（昭和62年3月17日群馬県条例第1号）に基づき、「社会の発展に卓絶した功績があり、群馬県民が誇りとして敬愛する者」に贈られる（条例第1条）。
同称号は、「本県（群馬県）に居住し、又は居住していた者で、政治経済の発展、芸術文化又は地方自治の振興、社会福祉の増進等に貢献した」者の中から、群馬県知事が群馬県議会の同意の上で選定することが定められている（条例第2条）。

## 群馬県名誉県民一覧
群馬県名誉県民の称号を贈られた人物は以下の通り。
| 贈呈年月日                 | 氏名       | 職業・経歴など           |
| -------------------------- | ---------- | ------------------------ |
| 1986年（昭和61年）8月6日   | 長谷川四郎 | 政治家（元衆議院副議長） |
| 1987年（昭和62年）10月28日 | 土屋文明   | 歌人                     |
| 1990年（平成2年）10月28日  | 福田赳夫   | 政治家（元内閣総理大臣） |
| 1992年（平成4年）3月11日   | 福沢一郎   | 洋画家                   |
| 1999年（平成11年）11月20日 | 牛久保海平 | 実業家（サンデン創業者） |
| 2000年（平成12年）5月14日  | 小渕恵三   | 政治家（元内閣総理大臣） |
| 2006年（平成18年）6月20日  | 星野富弘   | 詩人・画家               |
| 2011年（平成23年）10月28日 | 中曽根康弘 | 政治家（元内閣総理大臣） |
| 2013年（平成25年）10月28日 | 福田康夫   | 政治家（元内閣総理大臣） |